# Joe Walker
Joe Walker es un cantante y acordeonista de Zydeco, estadounidense, nacido en Lafayette (Luisiana), en 1944.

## Historial
Inició su carrera bajo la estela de Clifton Chenier, para convertirse en la gran estrella del zydeco de finales del siglo XX, gracias a álbumes de éxito, como Zydeco fever o In the dog house, editados por la discográfica Zane Records.

## Estilo
Posee una voz potente y de rica textura. Su estilo está muy influenciado por el gospel.